# Fabulous 30: The Series
Fabulous 30: The Series (tiếng Thái: 30 กำลังแจ๋ว The Series; RTGS: Sam Sip Kamlang Chaeo The Series) là một bộ phim truyền hình Thái Lan phát sóng năm 2017–2018 được chuyển thể từ bộ phim cùng tên Fabulous 30 (2011), với sự tham gia của Preechaya Pongthananikorn (Ice) và Tanutchai Wijitwongthong (Mond).
Bộ phim được sản xuất bởi GMMTV. Bộ phim được phát sóng vào lúc 22:00 (ICT), thứ Hai trên One 31 và phát lại vào 23:00 (ICT) cùng ngày trên LINE TV, bắt đầu từ ngày 20 tháng 11 năm 2017. Bộ phim kết thúc vào ngày 12 tháng 2 năm 2018 và đã được phát lại vào năm 2019 trên GMM 25.

## Diễn viên
Dưới đây là dàn diễn viên của bộ phim:

### Diễn viên chính
- Preechaya Pongthananikorn (Ice) vai Ja
- Tanutchai Wijitwongthong (Mond) vai Por

### Diễn viên phụ
- Kawee Tanjararak (Beam) vai Đội trưởng Nop
- Jumpol Adulkittiporn (Off) vai Zen
- Seo Ji Yeon vai Ann
- Savitree Suttichanond (Beau) vai Cee
- Leo Saussay vai Shiro
- Ployshompoo Supasap (Jan) vai Gift
- Wichayanee Pearklin (Gam) vai Yui
- Panyawong Ornanong vai mẹ của Ja

### Khách mời
- Worrawech Danuwong (Dan)
- Siwaj Sawatmaneekul (New)

## Nhạc phim
| Tên bài hát                               | Thể hiện                        | Ref.  |
| ----------------------------------------- | ------------------------------- | ----- |
| เก็บไว้เพื่อรักแต่เธอ (Gep Wai Pur Ruk Tae Tur) | Worrawech Danuwong (Dan)        | [ 7 ] |
| ทำไมต้องรักเธอ (Tum Mai Taung Ruk Tur)      | Preechaya Pongthananikorn (Ice) | [ 8 ] |

## Liên kết ngoại
- Fabulous 30: The Series trên trang GMM 25 (bằng tiếng Thái)
- Fabulous 30: The Series Lưu trữ ngày 25 tháng 4 năm 2021 tại Wayback Machine trên LINE TV
- GMMTV